# Merida

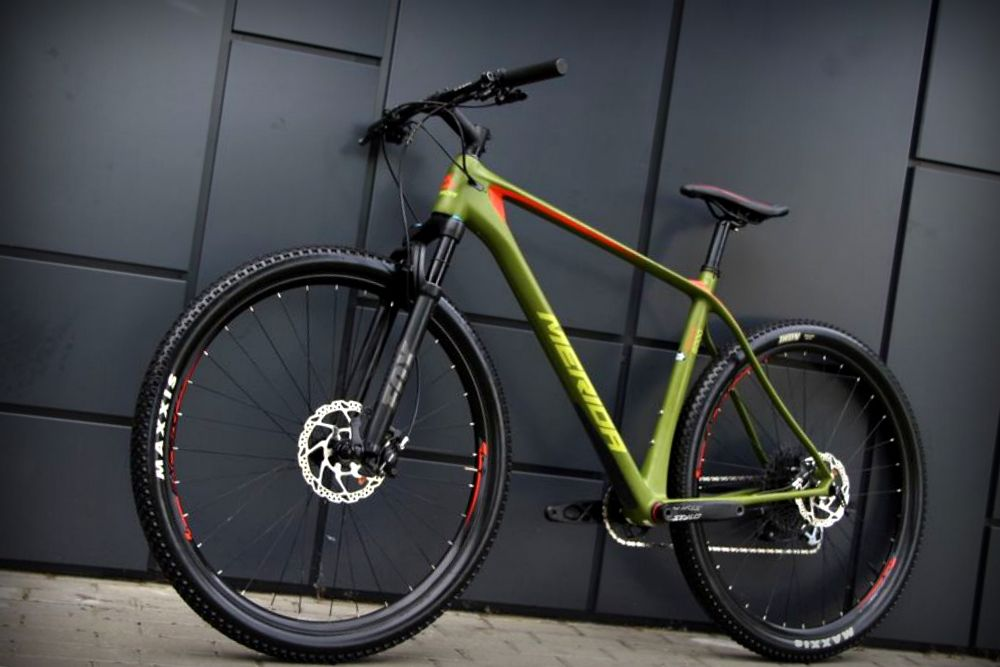
Merida Big Nine 6000 - карбоновий найнер

Merida - тайванська компанія, яка є одним із найбільших виробників велосипедів у світі. Merida випускає велосипеди не тільки під власним брендом, але й для всесвітньо відомих компаній, таких як: Specialized, Centurion та інші. Компанія Merida (повна назва Merida Industry Co. Ltd.) має власні потужності на острові Тайвань, в Китаї та Німеччині.
Компанія має штаб-квартиру у Магштадті, недалеко від Штутгарта, в якій проектуються та розробляються велосипеди. Завдяки власним випробувальним лабораторіям, великим семінарам і багатогодинним тестуванням створюються передові технологічні велосипеди сучасності. Німецькі дизайнери працюють у тісній співпраці з професійними спортсменами та тайванськими технологами які доводять продукцію до найкращої кондиції.

### Історія
Компанія була заснована у 1972 році Айком Ценгом, який починав свою кар'єру з виробництва та зварювання алюмінієвих запчастин для японських мотоциклетних компаній. Під час відвідування США Айк Ценг натрапив на місцевий магазин велосипедів з вказівником, який свідчів про відмову в обслуговуванні будь-яких велосипедів, виготовлених на Тайвані. Ця ситуація підштовхнула Ценга до ідеї створення власної компанії, яка би виготовляла тайванські велосипеди високої якості.
На початку 70-х років велосипедні компанії Європи, США та Японії шукали більш дешеві та вигідніші виробничі платформи для створення велосипедів та компонентів до них. Острів Тайвань став неофіційним  центром світової велоіндустрії, на якому зосереджено безліч компаній з випуску велосипедних частин.
У 1972 році Айк Ценг реєструє Merida Industry Co. Ltd. Почавши з виробництва OEM-компонентів (виробництво оригінального обладнання) для великих велобрендів по всьому світу, Merida вийшли на ринок як самостійний бренд, поставивши Тайвань у авангарді світового велосипедобудування. Свої перші замовлення Айк Ценг отримує від британської компанії Raleigh Bikes, яка в той час масово постачала велосипеди до ринку США.
На початку кар'єри Ценгу довелося залучати японських досвідчених фахівців, а також купувати з Японії обладнання для зварювання та фарбування велосипедних рам. Після 16 років набутого досвіду у виробництві якісних велосипедів Айк Ценг приймає рішення виготовляти велосипеди під власною маркою. Для цього він об'єднує свою компанію з німецьким центром досліджень і розробок (R&D - Research and Development).
Згодом Merida виходить на ринки Норвегії, центральної Європи та Китаю. З початку 90-х років на потужностях Merida Industry Co. Ltd виготовляються велосипеди американського бренду Diamondback та британські марки Carrera та Boardman.

### Спонсорство велоспорту
З 2004 року Merida разом з автомобільним виробником Volkswagen починає інвестувати у професійну команду з крос-кантрі (XC) Multivan Merida Biking Team.
У 2017 році Merida стала співзасновником команди Bahrain-Merida Pro Cycling Team, однією з перших, які базувалися на Близькому Сході. Тепер він відповідає своїм кінцевим амбіціям, на його велосипедах до перемоги їздять такі, як Вінченцо Нібалі, Юкія Арашіро та Сонні Колбреллі.